# Pieno d'amore
Pieno d'amore è il sesto album in studio di Loretta Goggi, pubblicato nel 1982 dalla WEA.

## Descrizione
Dopo la grande consacrazione al Festival di Sanremo 1981 con Maledetta primavera e l'album Il mio prossimo amore, Loretta Goggi torna in sala di incisione per il suo secondo album in studio con la WEA italiana.
L'album, dal taglio autobiografico ed esistenziale, registrato durante il 1981, è ancora una volta incentrato su tematiche sentimentali che gravitano intorno all'amore, avvalendosi degli stessi autori di fiducia della cantante, Paolo Amerigo Cassella e Totò Savio, quest'ultimo anche in veste di arrangiatore.
La stessa Goggi si cimenta come co-autrice in due brani dell'album: Solito amore e Stralunata Roma, un autoironico racconto di una donna che passeggia lungo le sponde del Tevere e riflette sulla sua vita sentimentale e che, sfiduciata da tutto e tutti, vede nella propria città, l'amica alla quale chiedere conforto e protezione.
Un giovane Michele Zarrillo firma invece assieme a Cassella e Savio, il brano di chiusura dell'album, Io voglio di più.
Tra le canzoni si distingue Arrivederci stella del nord, brano che affronta la tematicha dell'amore omosessuale femminile con un accenno velato al triangolo amoroso, una canzone a tematica gay che racconta di un'avventura con una "lei", conclusa con il ritorno a "lui" dopo un attimo di crisi, ma con un ricordo bello. Nel salutare la cantante dà un arrivederci: "Vieni a trovarci, la strada la sai".

## Promozione e successo commerciale
Primo singolo estratto dell'album è Pieno d'amore/Arrivederci stella del nord, che si posiziona al decimo posto dei singoli più venduti divenendo un successo.  Secondo le certificazioni ufficiali della FIMI vende quattrocentomila copie. Il singolo ha una massiccia distribuzione anche all'estero, in paesi quali Germania, Francia, Portogallo, Austria, Scandinavia, Belgio, Olanda.
Il brano viene utilizzato come sigla finale del programma radiofonico della Rai Effetto musica, condotto dalla stessa Loretta, e presentato in diverse manifestazioni musicali tra le quali Saint Vincent estate..
Il secondo singolo estratto è Oceano, utilizzato come sigla finale di Gran varietà, programma condotto dalla cantante su Retequattro, e viene presentato in diverse manifestazioni musicali, tra le quali Azzurro.
Il 45 giri è stato distribuito anche in Germania e Austria.
Anche in questo caso il singolo ha successo; secondo le certificazioni ufficiali della FIMI il 45 giri vende quattrocentomila copie.
Le canzoni vengono promosse in numerose trasmissioni televisive del periodo come Discoring, Un milione al secondo, Premiatissima e anche in molti programmi radiofonici.
L'album raggiunge il picco massimo della diciassettesima posizione in classifica, divenendo il settantaquattresimo album più venduto in Italia del 1982.

## Edizioni
Il disco è stato pubblicato dalla WEA Italiana con numero di catalogo 2 400401 in LP e musicassetta, con tre copertine differenti: nella prima stampa Loretta viene raffigurata come la Venere del Botticelli, con un paio di cuffiette stereo in mano.
La seconda stampa del disco, quella più rara, vede un artwork completamente diverso, con una foto di copertina in primo piano di Loretta in bianco e nero, ad opera dell'art director Luciano Tallarini. Di quest'ultima ne fu stampata solo la versione in vinile.
L'album è stato distribuito anche in Germania, sempre dalla WEA, con numero di catalogo 24. 0070-1, mantenendo lo stesso artwork della seconda versione italiana, ad opera di Tallarini.
Il disco è stato ristampato per la prima volta in CD nel 2010 nella collana Original Album Series edita dalla Rhino Records per la Warner Fonit ed è presente in digitale e per le piattaforme streaming.

## Tracce
Testi di Paolo Amerigo Cassella, Loretta Goggi, musiche di Totò Savio, Michele Zarrillo.
1. Pieno d'amore – 3:50 (testo: Paolo Amerigo Cassella – musica: Totò Savio)
2. E l'aeroplano va via – 4:00 (testo: Paolo Amerigo Cassella – musica: Totò Savio)
3. E c'è di mezzo il mare – 3:50 (testo: Paolo Amerigo Cassella – musica: Totò Savio)
4. Solo un'amica – 3:40 (testo: Paolo Amerigo Cassella – musica: Totò Savio)
5. Stralunata Roma – 3:50 (testo: Loretta Goggi – musica: Totò Savio)
6. Oceano – 4:30 (testo: Paolo Amerigo Cassella – musica: Totò Savio)
7. Solito amore – 4:20 (testo: Paolo Amerigo Cassella, Loretta Goggi – musica: Totò Savio)
8. Arrivederci stella del nord – 4:25 (testo: Paolo Amerigo Cassella – musica: Totò Savio)
9. Io voglio di più – 3:50 (testo: Paolo Amerigo Cassella – musica: Totò Savio, Michele Zarrillo)

## Formazione
- Loretta Goggi – voce
- Giovanni Civitenga – chitarra
- Mario Scotti – basso
- Massimo Guantini – tastiera
- Vincenzo Restuccia – batteria, percussioni
- Elvio Monti – pianoforte
- Totò Savio – chitarra
- Patrizia Neri, Donatella, Rosy, Tony, Duggy, Lorenzo, Claudio – cori